# Jagelló Hedvig lengyel királyi hercegnő
Jagelló Hedvig (lengyelül Jadwiga Jagiellonka, litvánul Jadvyga Jogailaitė, 1408. április 8. – 1431. december 8.) lengyel királyi hercegnő, a lengyel trón örököse és litván nagyhercegnő. A Jagelló-ház tagja.

## Élete
Édesapja II. (Jagelló) Ulászló lengyel király és litván nagyfejedelem volt, Algirdas litván nagyfejedelem (1296 körül–1377) és Uljána (1325 körül–1392) tveri nagyhercegnő fia.
Édesanyja Anna (1380–1416) cillei grófnő volt, Cillei Vilmos birodalmi gróf (1361–1392) és Piast Anna lengyel királyi hercegnő (1366–1425) (III. Kázmér lengyel király és Piast Hedvig glogaui hercegnő lánya) egyetlen leánya, II. (Jagelló) Ulászló király második felesége.
Nevét apjának első felesége, I. Hedvig (1374–1399) lengyel királynő után kapta.
Édesanyját korán elveszítette, nyolcéves volt ekkor. Nem ment férjhez, 1431 decemberében hajadonként hunyt el. Sokaknak az volt a véleménye, hogy korai halálában szerepe lehetett apja negyedik feleségének, Holszański Zsófia királynénak, de ez a pletyka sohasem bizonyosodott be.
Féltestvérei voltak: nővére, aki pár hetes korában, jóval az ő születése előtt meghalt, Erzsébet Bonifácia (1399–1399) és öccsei, akik már az ő életében születtek: I. (III.) Ulászló (1424–1444) lengyel és magyar király és IV. Kázmér (1427–1492) litván nagyherceg és lengyel király, Habsburg Erzsébet (1437–1505) magyar királyi hercegnőnek, Albert magyar király és Luxemburgi Erzsébet lányának a férje.
Nem ment férjhez, gyermekei nem születtek. A jegyese volt Hohenzollern Frigyes (1413–1471), 1440-től II. (Vas) Frigyes néven Brandenburg őrgrófja és választófejedelem. A jegyességük ismeretlen okból felbomlott.

## Alakja az irodalomban és a filmművészetben
Krúdy Gyula 1925-ben megjelent regényében, a Tizenhat város tizenhat leánya c. könyvében és az ebből készült tévéfilmben, a Tizenhat város tizenhat leánya c. tévéjátékban megjelenik a II. Jagelló Ulászló lengyel király lánya, de a regényben és a filmben Annának hívják, és a valóságban 1412-ben, amikor a mű játszódik, még csak négyéves volt. Valójában Jagelló Ulászlónak az első feleségétől, I. (Szent) Hedvigtől 1399-ben született lányával lenne egyidős a regényhős ekkoriban, azaz 13 éves, amikor a lányok az egyházi törvények szerint már eladósorba kerültek, de Hedvig lánya háromhetes korában meghalt, és őt sem Annának, hanem Erzsébetnek hívták. A hercegnő anyjának a neve volt ténylegesen Anna, de ő nem szerepel a történetben. A Lubomirski család egy tagja a történet szerint a lengyel királylány vőlegénye volt. Az 1412-ben Zsigmond magyar király által II. Ulászló lengyel királynak elzálogosított szepesi város polgárlánya, a késmárki Fabeícius Anna túszként a lengyel király húgának, a fejedelemasszonynak a kolostorába kerül. A hercegnőt pedig a királyi csillagász jóslata miatt, miszerint a hercegnőt veszély fenyegeti az udvarban, az apja a húgához, a hercegnő nagynénjéhez, a fejedelemasszonyhoz küldi. A csillagász azonban elárulja a királyt, és a lányát el akarja raboltatni, aki egy titkos alagúton mégis bejut épségben a nagynénje várába, ahol összeismerkedik a késmárki takácsmester lányával, akivel nemcsak a nevük hasonló, hanem a külsejük is, ezért szerepet cserélnek, mikor a hercegnő életét veszély fenyegeti. Ugyanis a hajdemákok vezetője elrabolja a magát Anna hercegnőnek kiadó Fabrícius Annát. Lubomirszky herceg párbajban megöli a rablóvezért, és kiszabadítja a hercegnőnek hitt Annát. A történet végén a hercegnő kolostorba vonul, és a herceg nem korábbi jegyesét, hanem Fabrícius Annát vezeti oltárhoz. A filmben a lengyel hercegnő megformálója Lengyel Kati, míg Fabrícius Annáé az ikertestvére, Lengyel Zsuzsa volt.